# Bibbiena
Bibbiena è un comune italiano di 11 950 abitanti della provincia di Arezzo in Toscana.

## Geografia fisica
Il comune di Bibbiena è situato nel cuore del Casentino, la vallata nella quale scorre il primo tratto del fiume Arno che, dopo aver percorso il Valdarno (Superiore, Medio e Inferiore), sfocia nel mar Tirreno nei pressi di Pisa.
Bibbiena occupa la parte settentrionale della provincia di Arezzo, si trova a un'altitudine di 425 m s.l.m. e dista circa 30 km dal capoluogo provinciale. Firenze, capoluogo regionale, si trova 60 km più a ovest.
Confina a nord con l'Emilia-Romagna (provincia di Forlì-Cesena, comune di Bagno di Romagna), a ovest con Poppi, a est con Chiusi della Verna, a sud con Castel Focognano, a sud-ovest con Ortignano Raggiolo.

### Territorio
Il territorio che circonda Bibbiena è prevalentemente collinare.
- Classificazione sismica: zona 2 (sismicità medio-alta), Ordinanza PCM 3274 del 20/03/2003

### Clima
Dal 2013, vicino al centro storico, è presente una stazione meteo professionale, con lo scopo di rilevare i dati ambientali in tempo reale e di gestire lo storico delle rilevazioni.
- Classificazione climatica: zona E, 2287 GR/G
- Diffusività atmosferica: media, Ibimet CNR 2002

## Storia
I primi insediamenti nel territorio bibbienese risalgono probabilmente all'epoca degli Etruschi, sebbene un locus Biblena appare per la prima volta in un documento del 979 che cita la ecclesia Sancti Ypoliti sita in quel luogo. Solo più tardi appare nei documenti la menzione di Bibbiena come abitato più strutturato, come nel caso di altri documenti del 1083 e del 1092 che citano Biblena come castello. All'inizio del XII secolo sorge anche una cappella presso il castello, che nel corso del secolo cresce strutturalmente e dimensionalmente. Nel corso del XIII secolo comincia a formarsi, attorno al castello, anche un borgo cinto da mura provvisto di una chiesa pievana distinta dalla più antica situata a valle presso il mercatale dove insisteva anche un importante incrocio di strade.
Durante la lotta tra Guelfi (fiorentini) e Ghibellini (aretini), Bibbiena si schierò con questi ultimi. In seguito alla sconfitta ghibellina nella battaglia di Campaldino, Bibbiena subì una spedizione punitiva dei fiorentini che devastarono e saccheggiarono il mercatale e la pieve vecchia che subì danni irreparabili. La popolazione si rifugiò nel castello, che subì un rovinoso assedio di otto giorni da parte dei Fiorentini, che conquistarono la città e la saccheggiarono. La città si riprende, crescendo notevolmente nel XIV e XV secolo. Alla fine di quest'ultimo, nel 1498, Bibbiena diviene quartier generale dei veneziani agli ordini del Duca di Urbino e rifugio degli esuli Piero e Giovanni de' Medici. A seguito di ciò, la città, riconquistata dalla Repubblica fiorentina, vedrà nel 1509 smantellate le sue mura, delle quali ancora oggi si vedono pochi avanzi.
Al plebiscito del 1860 per l'annessione della Toscana alla Sardegna i "sì" non ottennero la maggioranza degli aventi diritto (761 su totale di 1570), sintomo dell'opposizione all'annessione.

### Simboli
Lo storico stemma di Bibbiena era descritto di rosso, al leone d'argento, tenente una bandiera dello stesso, caricata d'un giglio di Firenze del campo, e svolazzante a sinistra, con il marzocco che reggeva le insegne di Firenze.
È stato ufficialmente riconosciuto, con qualche modifica, con il decreto del Capo del Governo del 20 giugno 1930:
Dal 2009 lo scudo reca gli ornamenti esteriori da Città.
Il gonfalone, concesso con DPR del 2 marzo 1984, è un drappo di rosso.

## Monumenti e luoghi d'interesse

### Architetture religiose
- Propositura dei Santi Ippolito e Donato
- Chiesa e convento di San Lorenzo
- Oratorio di San Francesco
- Santuario di Santa Maria del Sasso
- Pieve di Santa Maria Assunta a Partina
- Pieve di San Biagio a Partina
- Chiesa di San Giorgio a Contra
- Chiesa di San Jacopo a Gressa
- Chiesa di San Matteo e San Bartolomeo a Terrossola
- Chiesa di Serravalle in Casentino, ricostruita da Egisto Paolo Fabbri

### Architetture civili
- Palazzo Martellini-Montini
- Palazzo Dovizi
- Palazzo Niccolini (municipio) ove ha sede anche il Museo Archeologico del Casentino "Piero Albertoni".
- Teatro dei Dovizi
- Torre campanaria (campanone)
- Castello di Partina
- Ex carcere mandamentale (attuale sede del Centro Italiano della Fotografia d'Autore)
- Fattoria di Marena
- Villa La Mausolea
- Villa Fonte Farneta

## Società

### Evoluzione demografica
Abitanti censiti

### Etnie e minoranze straniere
Secondo i dati ISTAT al 31 dicembre 2010 la popolazione straniera residente era di 2 104 persone. Le nazionalità maggiormente rappresentate in base alla loro percentuale sul totale della popolazione residente erano:
- Romania 1 249 9,81%
- India 194 1,52%
- Bangladesh 193 1,52%

### Tradizioni e folclore
Ogni anno a Bibbiena è festeggiato il carnevale storico, noto anche come "Carnevale della Mea", fa risalire le sue radici al 1337 e si ricollega alla leggenda popolare medievale della Mea. L'ultimo giorno di Carnevale, il martedì grasso, viene effettuato il rito tradizionale propiziatorio del "bello pomo", durante il quale un ginepro viene bruciato dal più anziano del paese al centro della "piazzolina" (Piazza Roma) per cogliere i buoni auspici per l'anno a venire.

## Cultura

### Teatro
A Bibbiena è situato il Teatro dei Dovizi, istituito alla metà del XIX secolo.

### Eventi
A Bibbiena si svolge ogni anno la "Sagra delle Sagre". Nel centro storico del paese si riuniscono per un giorno a giugno molte delle sagre della valle del Casentino (Cetica, Chiusi della Verna, Corezzo, Faltona, Partina, Pratovecchio, Premilcuore, Rimbocchi, San Piero in Frassino, Subbiano).

## Geografia antropica

### Frazioni

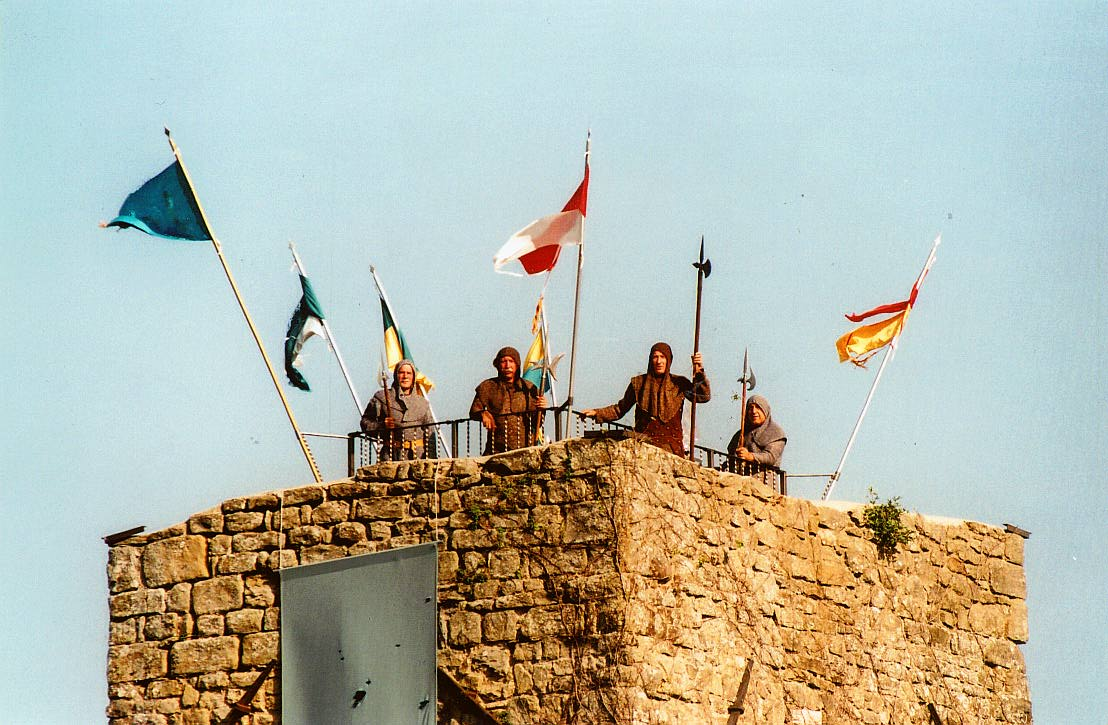
Gendarmi sulla torre della frazione Serravalle

Nel territorio di Bibbiena, fatta eccezione per il capoluogo comunale, si contano ventuno frazioni:
- Banzena
- Campi
- Camprena
- Candolesi
- Farneta
- Freggina
- Gello
- Giona
- Gressa
- Guazzi
- Lonnano
- Marciano
- Partina
- Pian del Ponte
- Poggiolo
- Ponte Bifolco
- Querceto
- Serravalle
- Soci
- Terrossola
- Valchiusa

### Altre località del territorio
Altre località rilevanti all'interno del territorio comunale sono quelle di Casanova, Caselle, Contra, Molino di Gressa, Moscaio, Pianacci, Pollino, Santa Maria del Sasso, Tramoggiano.

## Economia
Nel passato ha svolto un ruolo importante nell'economia locale la produzione del panno casentino.

## Infrastrutture e trasporti
Bibbiena è servita dalla stazione di Bibbiena e dalla stazione di Bibbiena Corsalone. Entrambe le stazioni si trovano lungo la ferrovia Casentinese, che collega Pratovecchio Stia ad Arezzo.

## Amministrazione
Di seguito è presentata una tabella relativa alle amministrazioni che si sono succedute in questo comune.
| Periodo          | Periodo        | Primo cittadino    | Partito                                                        | Carica  | Note   |
| ---------------- | -------------- | ------------------ | -------------------------------------------------------------- | ------- | ------ |
| 15 febbraio 1988 | 11 giugno 1990 | Ezio Bartolini     | Partito Comunista Italiano                                     | Sindaco | [ 15 ] |
| 11 giugno 1990   | 24 aprile 1995 | Ezio Bartolini     | Partito Democratico della Sinistra, Partito Comunista Italiano | Sindaco | [ 15 ] |
| 24 aprile 1995   | 14 giugno 1999 | Giorgio Renzi      | Partito Democratico della Sinistra                             | Sindaco | [ 15 ] |
| 14 giugno 1999   | 14 giugno 2004 | Ferruccio Ferri    | centro-sinistra                                                | Sindaco | [ 15 ] |
| 14 giugno 2004   | 8 giugno 2009  | Ferruccio Ferri    | lista civica                                                   | Sindaco | [ 15 ] |
| 8 giugno 2009    | 26 maggio 2014 | Daniele Bernardini | lista civica                                                   | Sindaco | [ 15 ] |
| 26 maggio 2014   | 27 maggio 2019 | Daniele Bernardini | lista civica Avanti insieme                                    | Sindaco | [ 15 ] |
| 27 maggio 2019   | 10 giugno 2024 | Filippo Vagnoli    | lista civica Avanti insieme                                    | Sindaco | [ 15 ] |
| 10 giugno 2024   | in carica      | Filippo Vagnoli    | lista civica Bibbiena avanti insieme                           | Sindaco | [ 15 ] |

### Gemellaggi
Bibbiena è gemellata con:
- Boulazac, dal 1989
- Ochsenfurt, dal 2016

## Sport

### Calcio
- A.C. Bibbiena Calcio (girone E toscano di Prima Categoria)
- A.S.D. Casentino Soci 1930 (girone B toscano di Promozione)

### Ciclismo
Nel 1983 Bibbiena fu l'arrivo della 10ª tappa del Giro d'Italia (proveniente da Montefiascone)
A Bibbiena, ogni anno si tiene la Casentino Bike, corsa ciclistica per mountain bike, valida come prova del campionato del mondo per amatori, come prova di Coppa Toscana e come prova del Trofeo Tour Regioni.

### Motori
Rally internazionale del Casentino: è tenuto ogni anno la prima metà di luglio.